# Liste der Monuments historiques in Buthiers (Seine-et-Marne)
Die Liste der Monuments historiques in Buthiers (Seine-et-Marne) führt die Monuments historiques in der französischen Gemeinde Buthiers auf.

## Liste der Bauwerke
| Bezeichnung                  | Beschreibung | Standort | Kennzeichnung | Schutzstatus | Datum | Bild |
| ---------------------------- | ------------ | -------- | ------------- | ------------ | ----- | ---- |
| Dolmen de la Roche aux Loups |              | (Lage)   | PA00086844    | Classé       | 1973  |      |
| Grotte                       |              | (Lage)   | PA77000034    | Inscrit      | 2018  |      |

## Liste der Objekte

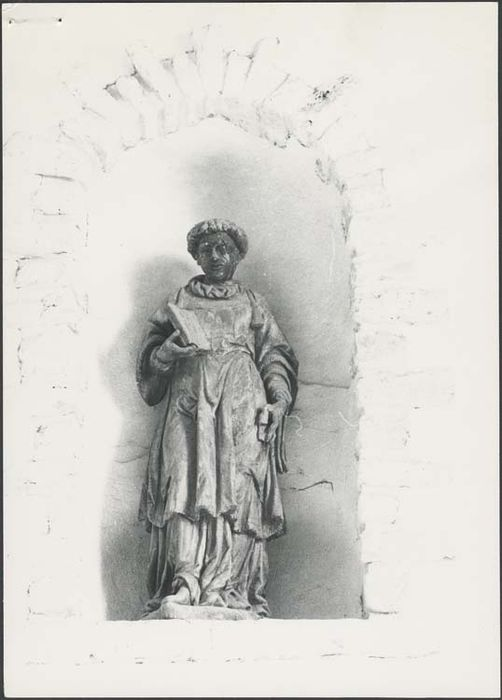
Skulptur des heiligen Laurentius (17. Jahrhundert) in der Kirche St-Laurent

- Monuments historiques (Objekte) in Buthiers (Seine-et-Marne) in der Base Palissy des französischen Kultusministeriums